# Bractwo św. Łukasza (Niemcy)

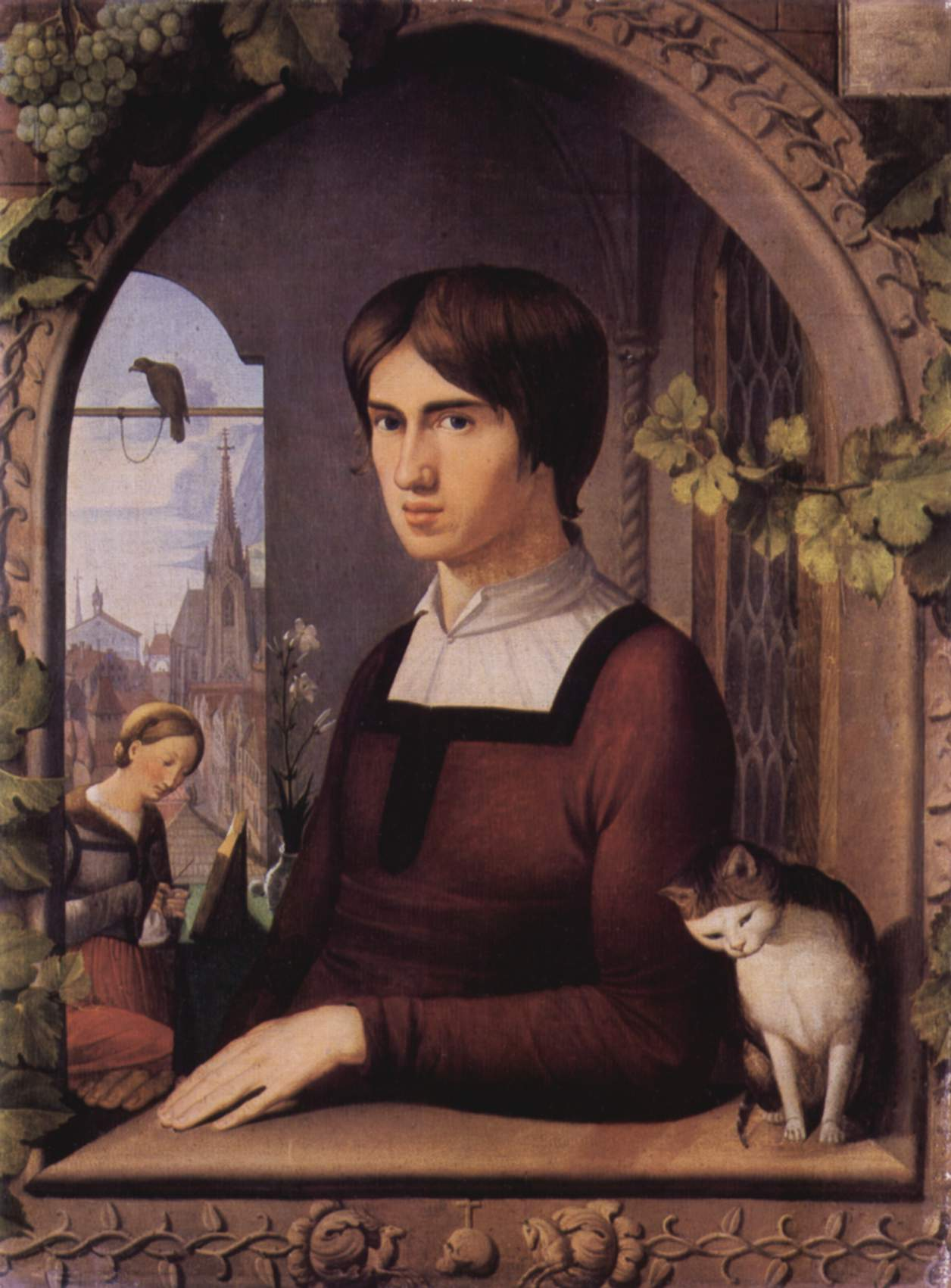
Friedrich Overbeck, Portret Franza Pforra, 1810

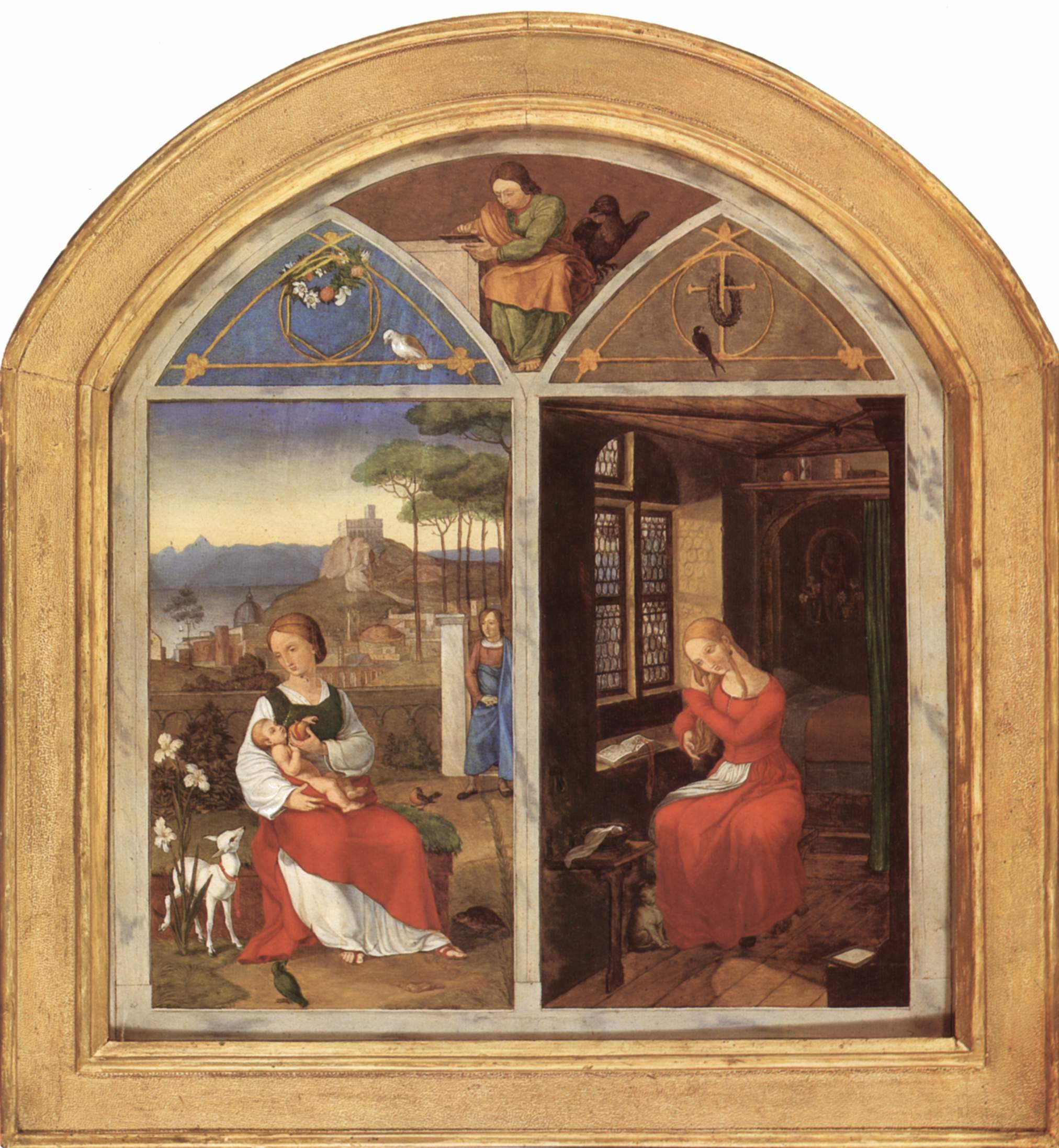
Franz Pforr, Sulamitka i Maria, 1810-20

Bractwo św. Łukasza (niem. Lukasbund) – grupa artystów, działająca w latach 1809-1818. Przeciwstawiali się akademizmowi poprzez wzorowanie się na sztuce włoskiego quattrocenta i chcieli odnowić malarstwo religijne.
Nazwa ta jest często stosowana wymiennie z terminem nazareńczycy, jednak ściślej rzecz biorąc nie są to synonimy: grupa nazareńczyków w dokładnym rozumieniu powstała w 1818 roku w Rzymie i tylko w pewnej części składała się z byłych członków Bractwa.
Bractwo, wzorowane na średniowiecznych konfraterniach, zostało założone w 1809 roku przez 6 studentów związanych z wiedeńską Akademie der Bildenden Künste: Johann Friedricha Overbecka, Franza Pforra, Ludwiga Vogla, Josepha Wintergersta, Josepha Suttera i Franza Hottingera. W 1810 roku grupa wyjechała do Rzymu, gdzie zamieszkała w opuszczonym klasztorze Sant'Isidoro. Z czasem dołączyli do niej inni malarze: Peter von Cornelius, Wilhelm Schadow, Johann Scheffer von Leonhardshoff, Philipp Veit.
Grupa rozpadła się w 1818 roku; część członków weszła w skład stowarzyszenia nazareńczyków, część z czasem otrzymała stanowiska profesorskie na niemieckich akademiach. 